# William Powell
William Horatio Powell (Pittsburgh, 29 luglio 1892 – Palm Springs, 5 marzo 1984) è stato un attore statunitense.

## Biografia
William Powell nacque a Pittsburgh, in Pennsylvania, da una famiglia agiata. Contravvenendo all'ambizione paterna, che lo avrebbe voluto avvocato, decise di fare l'attore e, all'età di 18 anni, si trasferì a New York, dove frequentò con successo l'Accademia americana di arti drammatiche.
Dopo aver lavorato come attore teatrale nella provincia americana, nei primi anni venti diventò un nome celebre a Broadway. Perfetto interprete di commedie brillanti, venne notato dai produttori cinematografici, che lo fecero debuttare nel 1922 per impiegarlo come attore romantico in film sentimentali e d'avventura.
Grazie alla sua piacevole voce non ebbe problemi con il passaggio dal muto al sonoro. Nel 1930 divorziò dalla sua prima moglie, l'attrice Eileen Wilson, dalla quale ebbe il suo unico figlio, William David Powell, morto suicida nel 1968. Nei primi anni trenta diventò un divo di primo piano quando, scritturato dalla Metro-Goldwyn-Mayer, interpretò una serie di commedie di successo, una su tutte L'uomo ombra (1934) di W. S. Van Dyke, al fianco di Myrna Loy, in cui interpretò con verve ed eleganza il sofisticato detective Nick Charles, nato dalla penna di Dashiell Hammett. La coppia ebbe un enorme successo tanto che interpretarono altri 14 film assieme, compresi i sequel dell'Uomo Ombra. Nel 1935 partecipò al film La maschera di mezzanotte, al fianco di Ginger Rogers. Il secondo matrimonio con l'attrice Carole Lombard durò dal 1931 al 1933, e accanto a lei Powell interpretò il ruolo dell'elegante barbone nella commedia L'impareggiabile Godfrey (1936) di Gregory La Cava, per cui ottenne una candidatura all'Oscar. Dopo il divorzio, Powell ebbe un'intensa relazione con Jean Harlow, con la quale recitò nei film Tentazione bionda (1935) e La donna del giorno (1936). Il loro legame fu interrotto nel 1937 dall'improvvisa morte di lei, stroncata a soli 26 anni da una nefrite acuta. Per la "bionda platino", dopo due matrimoni fallimentari, l'attore aveva rappresentato l'unico compagno affidabile. Nella camera ardente della Harlow spiccò il cuscino di fiori di Powell, accompagnato da un biglietto con la semplice scritta Buonanotte, tesoro.
La morte dell'attrice e un tumore che gli venne diagnosticato lo spinsero a ridurre l'attività lavorativa. Gli anni quaranta infatti videro Powell protagonista di ben poche pellicole rispetto al decennio precedente. Nel 1940 sposò l'attrice Diana Lewis, con cui vivrà felicemente fino alla morte. Durante il decennio tornò a interpretare il ruolo di Nick Charles in alcuni sequel de L'uomo ombra, e ottenne una nuova candidatura all'Oscar per la sua interpretazione del brusco banchiere protagonista del dramma Vita col padre (1947) di Michael Curtiz. Molti cinefili ricordano la sua delicata interpretazione di un vedovo in cerca di una nuova moglie nel film Come sposare un milionario (1953) di Jean Negulesco, accanto a Lauren Bacall, Marilyn Monroe e Betty Grable. Nel 1955, dopo un'ultima interpretazione nella commedia La nave matta di Mister Roberts di John Ford, si ritirò dalle scene.
Morì all'età di 91 anni. Venne sepolto nel Desert Memorial Park a Cathedral City, accanto al figlio e alla sua ultima moglie.

## Filmografia
- Sherlock Holmes, regia di Albert Parker (1922)
- Armi ed amori (When Knighthood Was in Flower), regia di Robert G. Vignola (1922)
- Crepuscolo d'amore (Outcast), regia di Chester Withey (1922)
- Lo scialle lucente (The Bright Shawl), regia di John S. Robertson (1923)
- Under the Red Robe, regia di Alan Crosland (1923)
- Dangerous Money, regia di Frank Tuttle (1924)
- Faint Perfume, regia di Louis J. Gasnier (1925)
- Sea Horses, regia di Allan Dwan (1926)
- Deserto d'oro (Desert Gold), regia di George B. Seitz (1926)
- La danzatrice dei tropici (Aloma of the South Seas), regia di Maurice Tourneur (1926)
- The Great Gatsby, regia di Herbert Brenon (1926)
- Gli eroi del deserto (Beau Geste), regia di Herbert Brenon (1926)
- Passione di principe (Paid to Love), regia di Howard Hawks (1927)
- Il postino (Special Delivery), regia di Roscoe Arbuckle (1927)
- La retata (The Dragnet), regia di Josef von Sternberg (1928)
- Eliotropio (Forgotten Faces), regia di Victor Schertzinger (1928)
- Avventure di mezzanotte (Partners in Crime), regia di Frank R. Strayer (1928)
- Crepuscolo di gloria (The Last Command), regia di Josef von Sternberg (1928)
- Tastatemi il polso (Feel My Pulse), regia di Gregory La Cava (1928)
- Lo sciabolatore del Sahara (Beau Sabreur), regia di John Waters (1928)
- L'intruso (Interference), regia di Lothar Mendes e Roy Pomeroy (1928)
- La canarina assassinata (The Canary Murder Case), regia di Malcolm St. Clair e Frank Tuttle (1929)
- Charming Sinners, regia di Robert Milton (1929)
- The Greene Murder Case, regia di Frank Tuttle (1929)
- Man of the World, regia di Richard Wallace e Edward Goodman (1931)
- Ladies' Man, regia di Lothar Mendes (1931)
- L'avventura di Teri (Jewel Robbery), regia di William Dieterle (1932)
- Amanti senza domani (One Way Passage), regia di Tay Garnett (1932)
- Private Detective 62, regia di Michael Curtiz (1933)
- Il pugnale cinese (The Kennel Murder Case), regia di Michael Curtiz (1933)
- A doppia briglia (Double Harness), regia di John Cromwell (1933)
- Le armi di Eva (Fashions of 1934), regia di William Dieterle (1934)
- Le due strade (Manhattan Melodrama), regia di W. S. Van Dyke (1934)
- L'uomo ombra (The Thin Man), regia di W.S. Van Dyke (1934)
- L'amante sconosciuta (Evelyn Prentice), regia di William K. Howard (1934)
- Codice segreto (Rendezvous), regia di William K. Howard (1935)
- La maschera di mezzanotte (Star of Midnight), regia di Stephen Roberts (1935)
- La modella mascherata (Escapade), regia di Robert Z. Leonard (1935)
- Tentazione bionda (Reckless), regia di Victor Fleming (1935)
- La donna del giorno (Libeled Lady), regia di Jack Conway (1936)
- Dopo l'uomo ombra (After the Thin Man), regia di W.S. Van Dyke (1936)
- Il fantino di Kent (The Ex-Mrs. Bradford), regia di Stephen Roberts (1936)
- L'impareggiabile Godfrey (My Man Godfrey), regia di Gregory La Cava (1936)
- Il paradiso delle fanciulle (The Great Ziegfeld), regia di Robert Z. Leonard (1936)
- I candelabri dello zar (The Emperor's Candlesticks), regia di George Fitzmaurice (1937)
- Sposiamoci in quattro (Double Wedding), regia di Richard Thorpe (1937)
- La fine della signora Cheyney (The Last of Mrs. Cheney), regia di Richard Boleslawski (1937)
- La baronessa e il maggiordomo (The Baroness and the Butler), regia di Walter Lang (1938)
- Si riparla dell'uomo ombra (Another Thin Man), regia di W.S. Van Dyke (1939)
- Ti amo ancora (I Love You Again), regia di W.S. Van Dyke (1940)
- L'ombra dell'uomo ombra (Shadow of the Thin Man), regia di W.S. Van Dyke (1941)
- Innamorato pazzo (Love Crazy), regia di Jack Conway (1941)
- La banda Pelletier (Crossroads), regia di Jack Conway (1942)
- Crepi l'astrologo (The Heavenly Body), regia di Alexander Hall (1944)
- L'uomo ombra torna a casa (The Thin Man Goes Home), regia di Richard Thorpe (1944)
- Ziegfeld Follies, regia di Lemuel Ayers, Roy Del Ruth, Vincente Minnelli e Charles Walters (1945)
- Il canto dell'uomo ombra (Song of the Thin Man), regia di Edward Buzzell (1947)
- Vita col padre (Life with Father), regia di Michael Curtiz (1947)
- Il signore e la sirena (Mr. Peabody and the Mermaid, regia di Irving Pichel (1948)
- Passo falso (Take One False Step), regia di Chester Erskine (1949)
- Ho incontrato l'amore (Dancing in the Dark), regia di Irving Reis (1949)
- L'oro maledetto (The Treasure of Lost Canyon), regia di Ted Tetzlaff (1952)
- Vita inquieta (The Girl Who Had Everything), regia di Richard Thorpe (1953)
- Come sposare un milionario (How to Marry a Millionaire), regia di Jean Negulesco (1953)
- La nave matta di Mister Roberts (Mister Roberts), regia di John Ford e Mervyn LeRoy (1955)

## Doppiatori italiani
- Augusto Marcacci in L'amante sconosciuta, Il paradiso delle fanciulle, Crepi l'astrologo, Il signore e la sirena, Ho incontrato l'amore, L'oro maledetto, Come sposare un milionario, La nave matta di Mister Roberts
- Natalino Libralesso nei ridoppiaggi di L'uomo ombra[5], Dopo l'uomo ombra[6], L'uomo ombra torna a casa[7] e nel doppiaggio tardivo de L'ombra dell'uomo ombra[8]
- Sandro Ruffini in Vita col padre, Vita inquieta
- Augusto Galli in Si riparla dell'uomo ombra, Ti amo ancora
- Gino Cervi in L'impareggiabile Godfrey
- Vittorio Sanipoli in Innamorato pazzo
- Ivo Garrani in Il canto dell'uomo ombra[9]
- Cesare Barbetti in Le due strade (ridoppiaggio)[10]
- Nando Gazzolo in La maschera di mezzanotte (ridoppiaggio)
- Rino Bolognesi in La donna del giorno (ridoppiaggio)[11]
- Gigi Angelillo in Vita col padre (ridoppiaggio)

## Riconoscimenti
- È stato candidato al premio Oscar come migliore attore protagonista per tre volte: nel 1935 (L'uomo ombra), nel 1937 (L'impareggiabile Godfrey) e nel 1948 (Vita col padre)
- Ha una stella alla Hollywood Walk of Fame[1]

## Galleria d'immagini

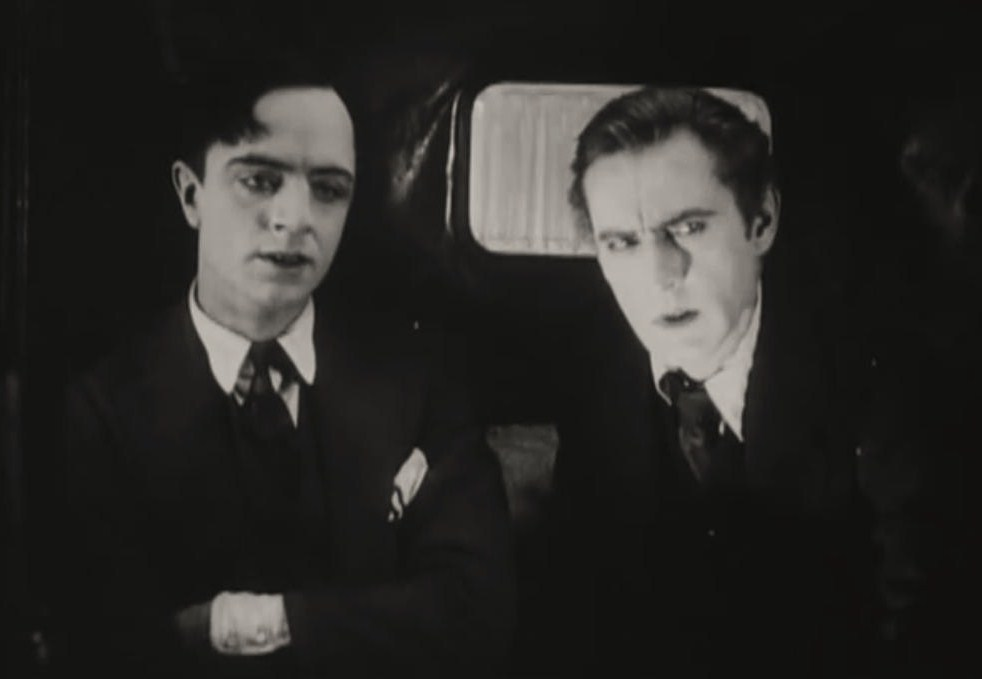
Nel suo primo film, Sherlock Holmes (1922)
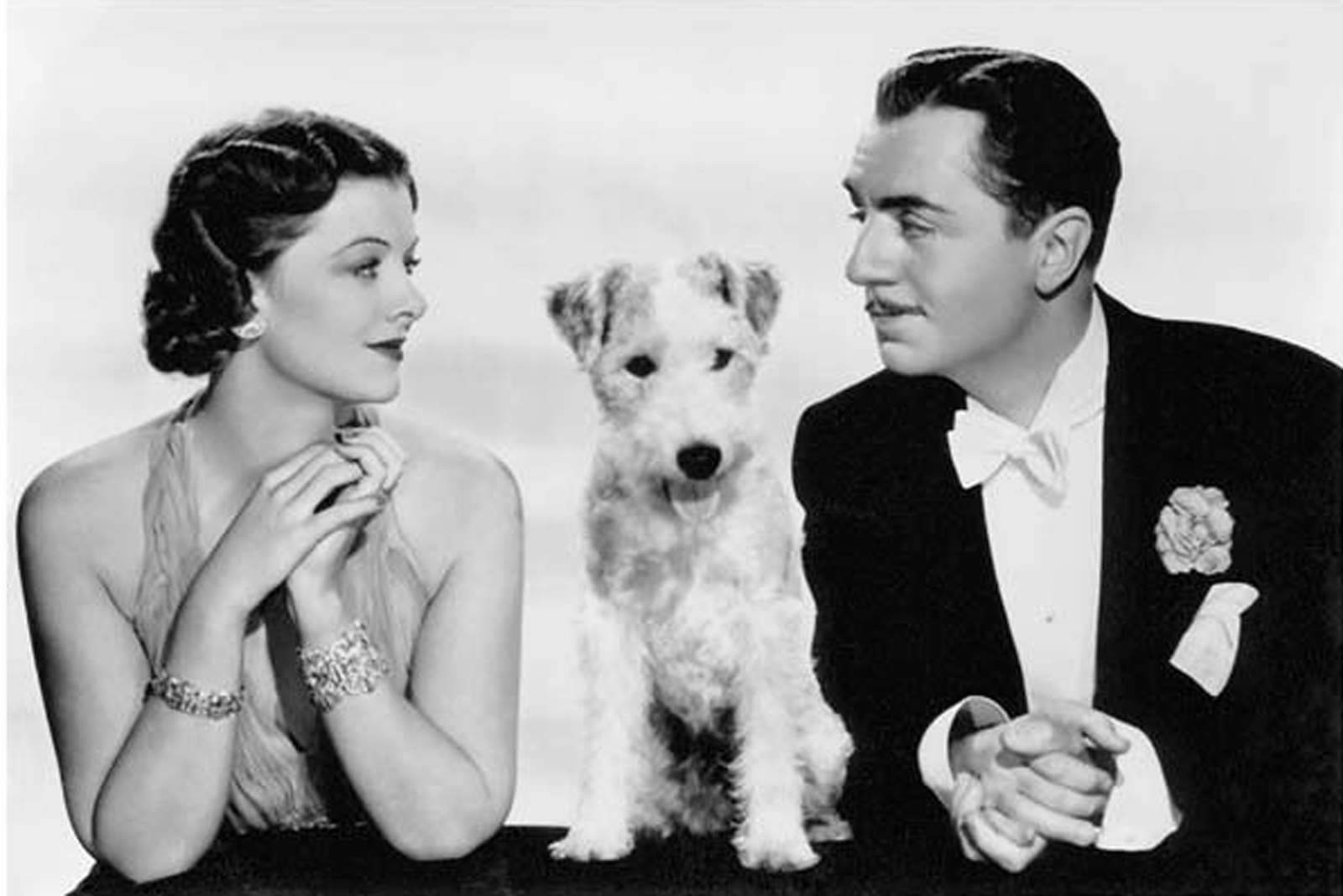
Nel 1936 con Myrna Loy
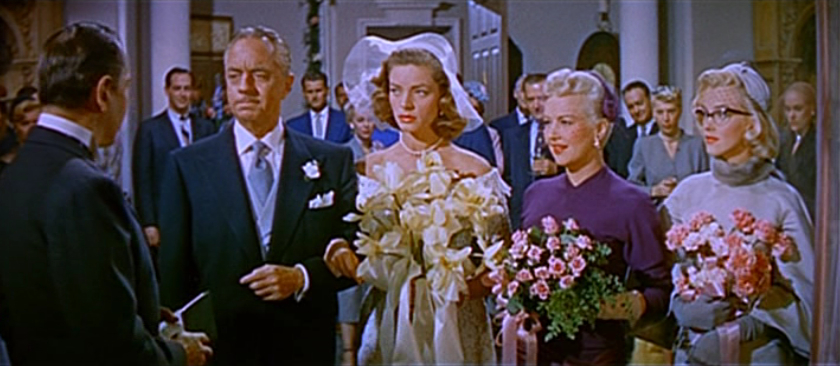
Nel trailer di Come sposare un milionario (1953)